# Loreto tér (Hradzsin)

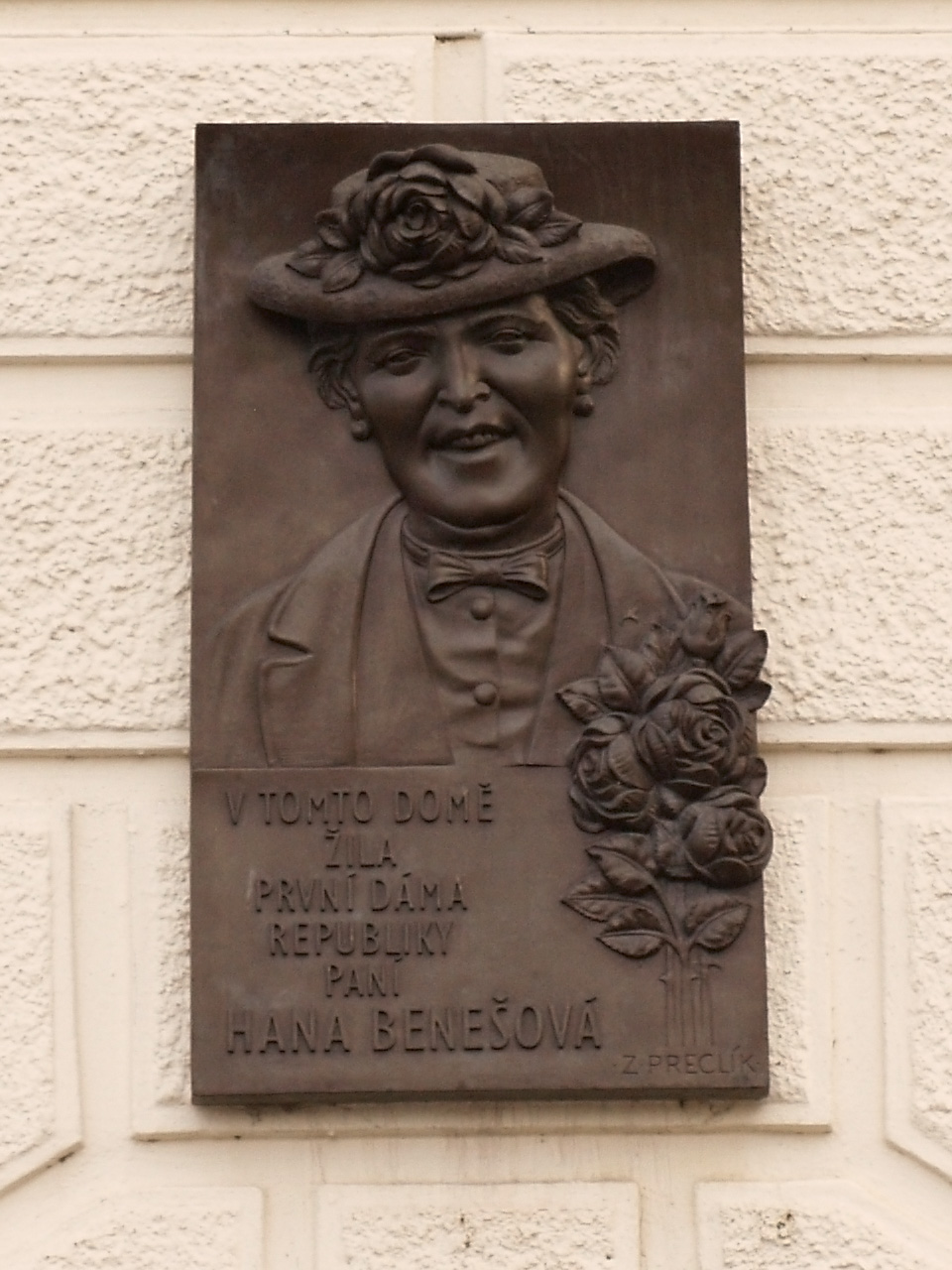
Hana Benešová, a kalapos hölgy

A hradzsini Loreto tér (Loretánské náměstí) Prága egyik legszebb tere.

## Építményei
Nyugati oldalán áll az impozáns Černín-palota (most külügyminisztérium). A palota előtt van egy terasz nagy parkolóval. Keletin oldalán épült a Loreta. Az északi oldalon áll az Angyalok Boldogasszonya templom, közötte és a Loreta között pedig a kapucinus kolostor. A tér déli oldalán kezdődik a Loreto utca (Loretánská ulice) számos történelmi házzal.
Keleti része a Loreta előtt parkosított. Az ott álló vaskereszt Krisztus szenvedésének eszközeivel állítólag az a hely, ahol véget ért Drahomíra hercegnő, Szent Vencel édesanyjának zarándoklata.
A déli oldalon (Loretánské náměstí 1) működik a híres A fekete ökörhöz (U Černého vola) címzett kocsma, amelynek bevételét a látássérültek Jaroslav Ježekről elnevezett iskolájának támogatására fordítják. A szomszédos négyszintes, reneszánsz árkádos házon (U Drahomířina slupu) látható nagy bronztáblát Zdenek Preclík akadémikus szobrászművész jellegzetes, kalapos hölgyet ábrázoló domborműve díszíti. A tábla felirata arra emlékeztet, hogy ebben a házban (Loretánské náměstí 2/108.) lakott a köztársaság első hölgye, Hana Benešová asszony. Ebben a házban rendezték volna be a Václav Havel Könyvtárat.
Az 1950-es években az U Pešků nevű házban kapott helyet a Matematikai Gépek Kutatóintézete, itt épült az első csehszlovák programozható számítógép.
2005-ben állították fel a téren, az egykori Szent Máté-kápolna helyén Karel Dvořák szobrászművész Edvard Benešről készült szobrának bronz másolatát.

## Fordítás
Ez a szócikk részben vagy egészben  a   Loretánské náměstí című cseh Wikipédia-szócikk ezen változatának fordításán alapul.  Az eredeti cikk szerkesztőit annak laptörténete sorolja fel. Ez a jelzés csupán a megfogalmazás eredetét és a szerzői jogokat jelzi, nem szolgál a cikkben szereplő információk forrásmegjelöléseként.